# L'Olivella
L'Olivella és una masia situada al municipi de Navès, a la comarca catalana del Solsonès.